# Altocumulus stratiformis
Altocumulus stratiformis is een wolkensoort en is onderdeel van een internationaal systeem om wolken te classificeren naar eigenschap volgens de internationale wolkenclassificatie. Altocumulus stratiformis komt van het geslacht stratiformis, met als betekenis hoog-gestapeld en de term stratiformis komt van laagvormig.
Altocumulus stratiformis komt sterk overeen met cirrocumulus stratiformis, met het verschil dat de schapewolkjes groter zijn bij de eerstgenoemde.

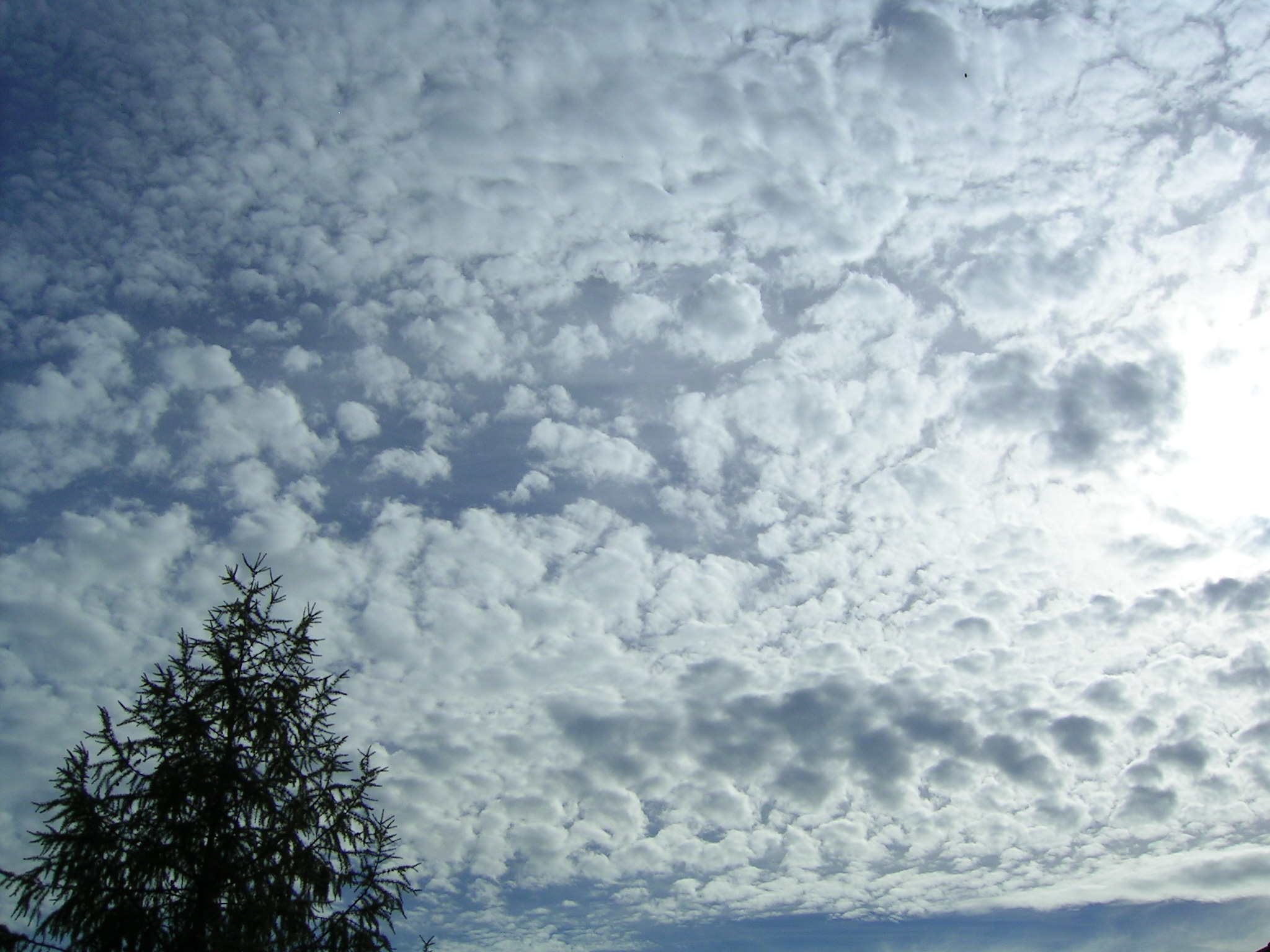
Altocumulus stratiformis
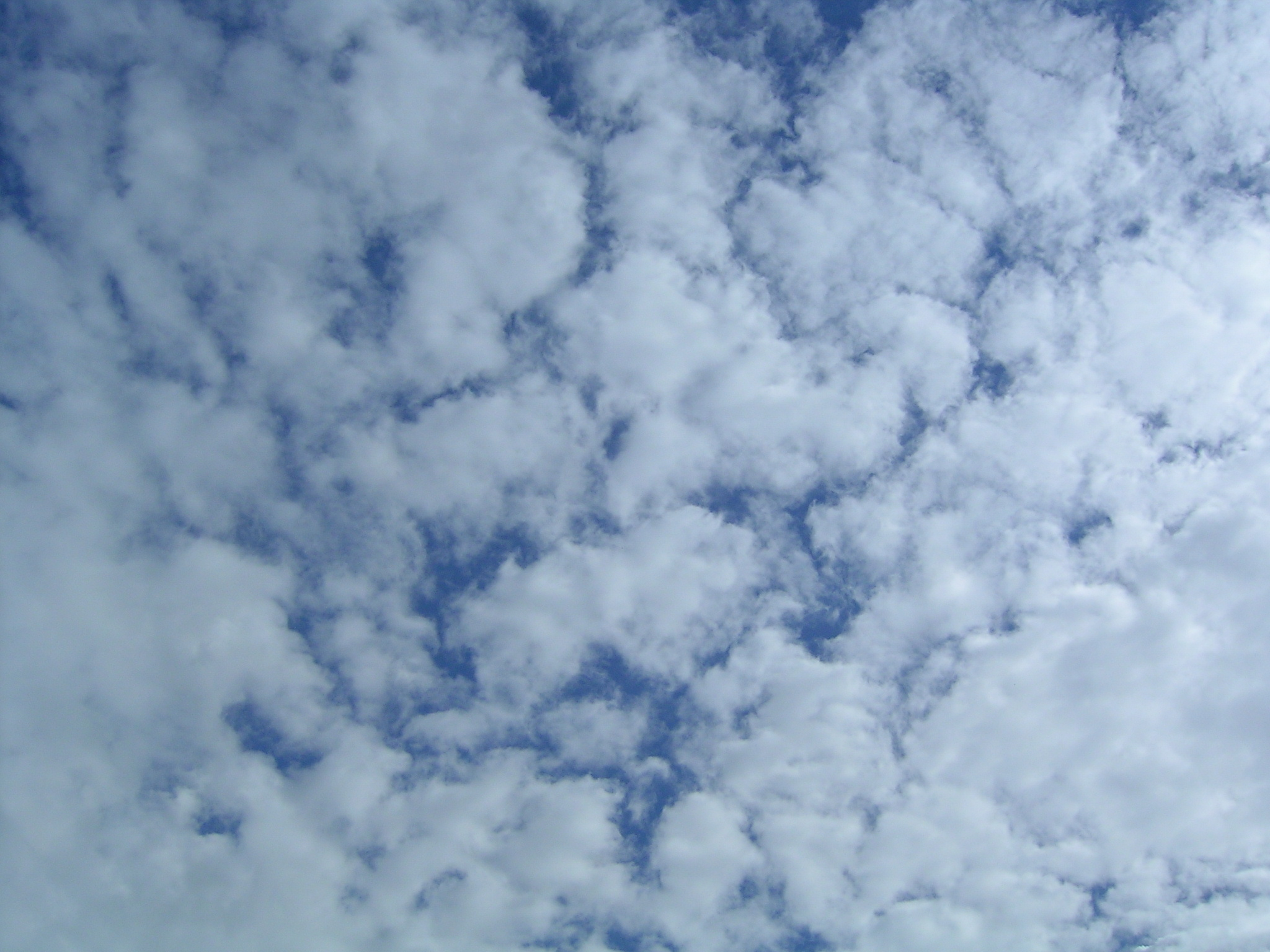
Altocumulus stratiformis
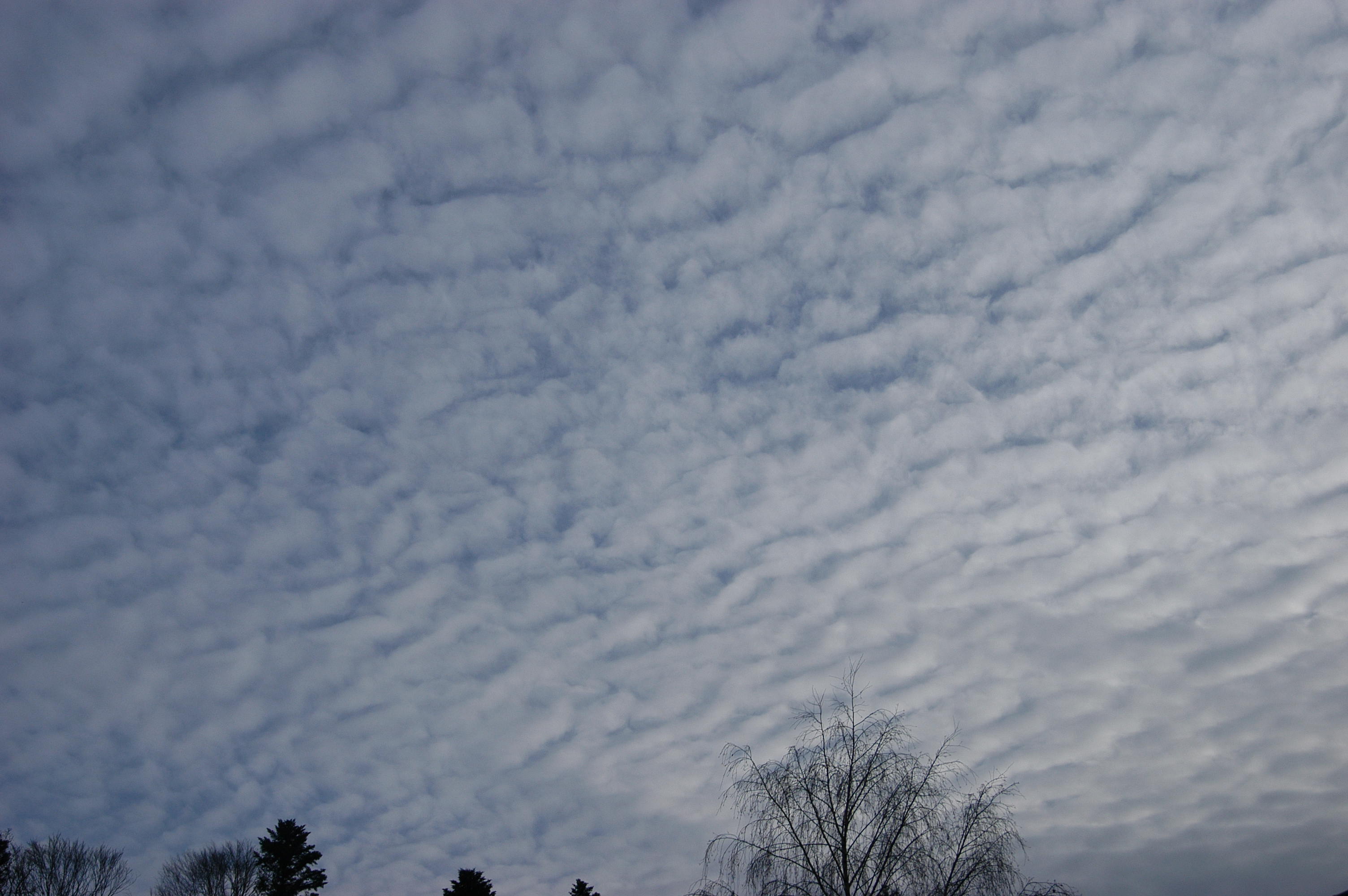
Altocumulus stratiformis undulatus